# Flugunfall der Aviaco auf Mallorca 1957
Der Flugunfall der Aviaco auf Mallorca 1957 ereignete sich am 15. November 1957, als eine de Havilland DH-114 Heron 2D der Aviaco während eines Inlandslinienflugs vom Flughafen Barcelona-El Prat zum Aeródromo de Son Bonet im Anflug auf den Zielflughafen gegen einen 400 Meter hohen Berg in der Serra de Tramuntana geflogen wurde. Bei dem Zwischenfall, der durch Navigationsfehler verursacht wurde, kamen alle vier Insassen der Maschine ums Leben.

## Maschine
Bei der betroffenen Maschine handelte es sich um eine 1957 gebaute de Havilland DH-114 Heron 2D mit der Werknummer 14117, die fabrikneu an die Aviaco ausgeliefert wurde und bei dieser im Juli 1957 das Luftfahrzeugkennzeichen EC-ANZ erhielt. Das viermotorige Zubringerflugzeug war mit vier 6-Zylinder-Reihenmotoren de Havilland Gipsy Queen 30 Mk. 2 ausgerüstet. Bis zum Zeitpunkt des Unfalls hatte die Maschine eine kumulierte Betriebsleistung von 465 Betriebsstunden absolviert.

## Passagiere und Besatzung
An Bord der Maschine befanden sich zwei Passagiere sowie eine zweiköpfige Besatzung, bestehend aus einem Flugkapitän und einem Ersten Offizier. Der Flugkapitän verfügte über 1.912 Stunden Flugerfahrung, wovon er jedoch nur 95 Stunden an Bord der de Havilland Heron absolviert hatte.

## Wetter
Zum Unfallzeitpunkt herrschten schwierige Wetterverhältnisse mit Regen und Turbulenzen.

## Unfallhergang
Die Maschine startete um 19:19 Uhr in Barcelona. Um 20:02 Uhr meldete die Besatzung der Bezirkskontrollstelle in Palma de Mallorca, dass sie das Funkfeuer MJ auf Flugfläche 60 überflog. Die Bezirkskontrollstelle erteilte daraufhin die Freigabe zur Durchführung eines Anfluges mittels Radiokompass. Um 20:08 Uhr Ortszeit prallte die Maschine 14,5 Kilometer westnordwestlich vom Zielflughafen gegen einen Berg in der Serra de Tramuntana und wurde völlig zerstört. Die beiden Piloten und die beiden Passagiere kamen dabei ums Leben.

## Ursache
Die exakte Unfallursache konnte nie ermittelt werden. Es konnte festgestellt werden, dass die Piloten einen Kurs von 295° anstelle von 195° geflogen waren. Entsprechend war es zu einer Kursabweichung um 100° gekommen. Es konnte ausgeschlossen werden, dass die Maschine durch den Wind, welcher mit einer Geschwindigkeit von 14 Knoten wehte, dermaßen erheblich vom Kurs weggeweht wurde. Es wurde vielmehr angenommen, dass die vorherrschenden schwierigen Wetterverhältnisse und Turbulenzen, welche von einer anderen Maschine gemeldet wurden, den Flugkapitän, welcher nur eingeschränkte Erfahrung mit dem geflogenen Flugzeugtyp hatte, verwirrt hatten, wodurch ihm ein Navigationsfehler unterlaufen war.